# Lycaena mandschuria
Lycaena mandschuria är en fjärilsart som beskrevs av Otto Staudinger 1892. Lycaena mandschuria ingår i släktet Lycaena och familjen juvelvingar. Inga underarter finns listade i Catalogue of Life.